# Arcángel Tadini
Arcángel Tadini (en italiano Arcangelo Tadini; Verolanuova, 12 de octubre de 1846-Botticino, 20 de mayo de 1912) fue un presbítero católico italiano, fundador de la Asociación Obrera de Mutuo Socorro y de la Congregación de Religiosas Obreras de la Santa Casa de Nazaret. Es venerado como santo en la Iglesia católica.

## Biografía
Arcangelo Tadini nació en Verolanuova (Brescia-Italia), el 12 de octubre de 1846, en el seno de una familia burguesa, del matrimonio de Pietro Tadini y Antonia Gadola. Realizó sus estudios primarios en su pueblo natal y luego en el instituto de Lovere. En 1864 ingresó en el seminario de Brescia. Su hermano Julio Tadini también fue seminarista con él. A causa de un accidente que sufrió durante su preparación en el seminario quedó cojo para toda la vida.
En 1870 fue ordenado presbítero. Durante su primer año de ministerio, vivió con su familia debido a su estado delicado de salud. Entre 1871 y 1873 fue vicario cooperador en Lodrino y luego capellán en el santuario de Santa María de la Nuez (Brescia). En 1885 fue enviado a Botticino como coadjutor, de la cual llegará a ser el párroco hasta su muerte. En su ministerio sacerdotal se caracterizó por sus obras de caridad para con los abandonados y los desvalidos, por sus obras sociales, como un comedor para atender a más de 300 personas, y por su dedicación a la formación religiosa y humana de su feligresía. Tuvo una preocupación especial por las trabajadoras de las fábricas para quienes fundó la Asociación Obrera de Mutuo Socorro. que garantizaba que garantizaba a las obreras una ayuda en caso de enfermedad, accidente laboral, invalidez o vejez. En 1895, él mismo proyectó y construyó una fábrica de tejidos con su patrimonio familiar, con instalaciones y maquinaria de vanguardia. Luego construyó una residencia para las obreras al lado de la misma fábrica.
Con el fin de prolongar su obra, Tadini fundó la Congregación de las Religiosas Obreras de la Santa Casa de Nazaret. Las religiosas de este instituto trabajaban a la par de las obreras, ganándose el pan con sus propias manos y educando a las trabajadoras con el ejemplo. Les colocó como modelo a seguir a la Sagrada Familia. A Tadini se le puede considerar un precursor en la obra de sacerdotes y religiosas obreros. Murió el 20 de mayo de 1912.

## Culto
Arcángel Tadini fue beatificado por el papa Juan Pablo II el 3 de octubre de 1999 y canonizado por el papa Benedicto XVI el 26 de abril de 2009, colocándolo como ejemplo a los sacerdotes. Su fiesta se celebra el 20 de mayo y, en la Iglesia católica es invocado como intercesor de las familias y como protector de los trabajadores. Sus reliquias se encuentran en el santuario a él dedicado en Botticino (Italia).